# Łopata (Tatry)

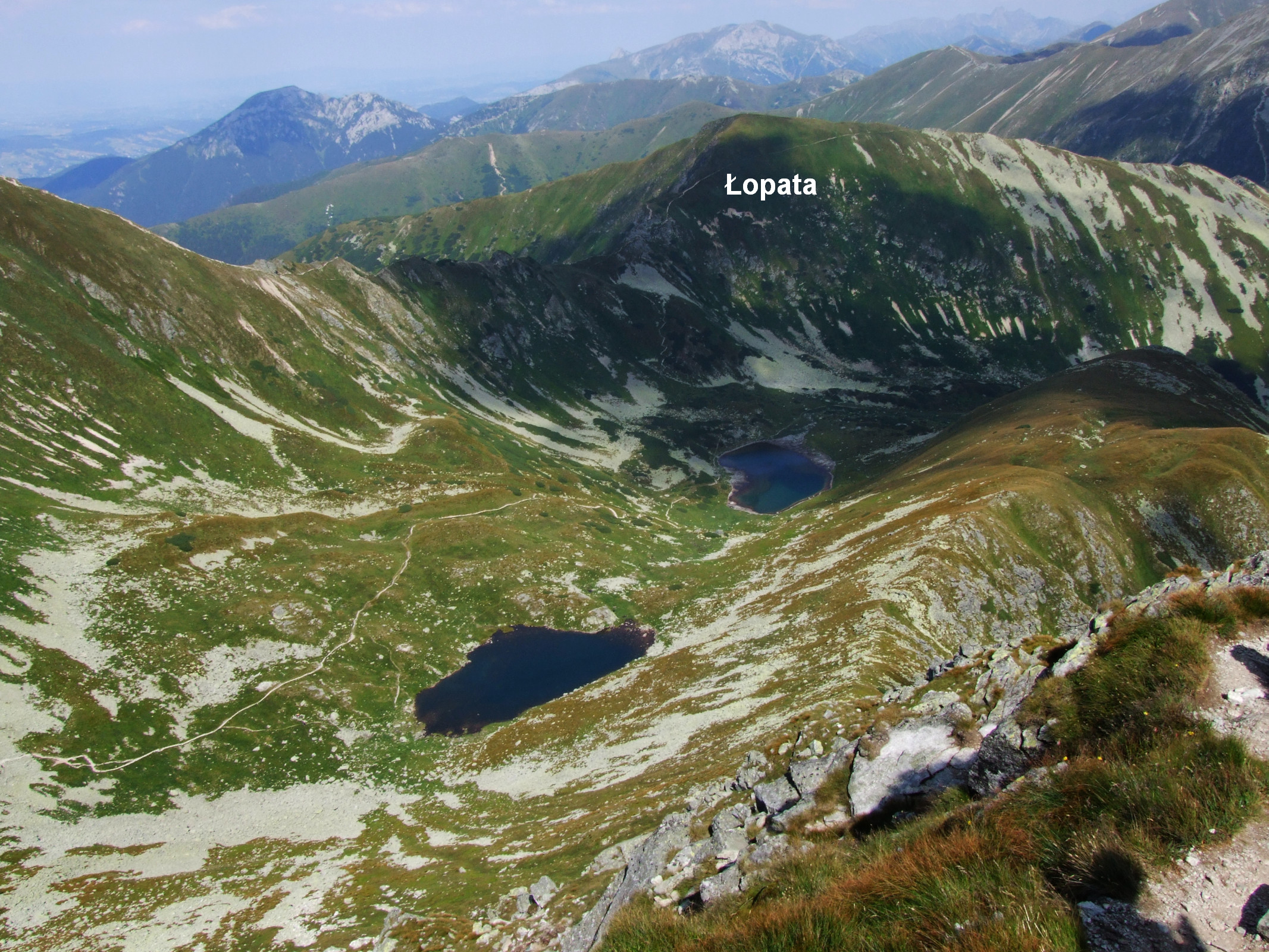
Dziurawa Przełęcz i Łopata

Łopata (słow. Lopata, błędnie Deravá) – szczyt w grani głównej Tatr Zachodnich pomiędzy znajdującym się na wschód od niego Jarząbczym Wierchem i znajdującym się na zachód Wołowcem. Nie jest znane pochodzenie nazwy, nie jest to nazwa ludowa, nie była używana przez pasterzy.
Łopata wznosi się na wysokość 1957 m n.p.m. i tworzy trzy granie:
- zachodnią w kierunku Wołowca – znajduje się w niej Dziurawa Przełęcz,
- południowo-wschodnią w kierunku Jarząbczego Wierchu, od którego Łopata oddzielona jest Niską Przełęczą,
- północną, zwaną Czerwonym Wierchem, który opada do górnej części Doliny Chochołowskiej, dzieląc ją na dwie doliny: Dolinę Chochołowską Wyżnią po zachodniej stronie Łopaty i Dolinę Jarząbczą po wschodniej stronie[4].

Grań główna, w której znajduje się szczyt Łopaty i którą przebiega granica polsko-słowacka, jest od północnej (polskiej) strony podcięta stromymi skalnymi ścianami opadającymi do kotłów lodowcowych Dziurawe i Jarząbcza Rówień. U podnóża tych ścian znajdują się stożki piargowe. Stoki południowe tej grani, opadające do Doliny Jamnickiej, są bardziej łagodne i w dużej części trawiaste.
Zbocza Czerwonego Wierchu są w górnej części częściowo trawiaste, a częściowo porośnięte kosodrzewiną. Północne zbocza zwane Hotarzem porasta naturalny las.
Z wierzchołka i południowych zboczy Łopaty widoki na Rohacze, Jamnickie Stawy, Dolinę Chochołowską i Jamnicką, Liptów i Niżne Tatry.

## Szlaki turystyczne
– odcinek czerwonego szlaku granią główną Tatr z Wołowca przez przedwierzchołek Jarząbczego Wierchu, Kończysty Wierch, Starorobociański Wierch i Błyszcz do Pyszniańskiej Przełęczy. Szlak omija wierzchołek Łopaty trawersując jej południowy stok. Czas przejścia z Wołowca na przedwierzchołek Jarząbczego Wierchu: 2:00 h, z powrotem 1:45 h